# Rimantas Didžiokas
Rimantas Didžiokas (ur. 25 października 1953 w Bogusławiszkach) – litewski inżynier, polityk, poseł na Sejm, minister transportu w latach 1999–2000.

## Życiorys
W 1976 ukończył studia w Kowieńskim Instytucie Politechnicznym, uzyskując tytuł inżyniera-mechanika maszyn przemysłu spożywczego. W latach 1986–1987 odbył staż na Uniwersytecie Technicznym w Dreźnie. Na drezdeńskiej uczelni kształcił się również w latach 1993–1994 oraz 1995–1996. Uzyskał stopień doktora nauk technicznych.
Po ukończeniu studiów pozostał w Kowieńskim Instytucie Politechnicznym jako pracownik naukowy. Do 1991 był kolejno asystentem, docentem i kierownikiem katedry. W latach 1992–1996 kierował katedrą inżynierii mechanicznej Uniwersytetu Kłajpedzkiego.
Od 1995 do 1996 zasiadał w radzie miejskiej Kłajpedy. W wyborach w 1996 uzyskał mandat posła na Sejm jako kandydat Związku Ojczyzny. 6 stycznia 1999 otrzymał nominację na stanowisko ministra transportu w rządzie Gediminasa Vagnoriusa. Zachował funkcję w dwóch kolejnych gabinetach. W październiku 2000 bez powodzenia ubiegał się o poselską reelekcję w wyborach do Sejmu. W listopadzie tego samego roku zakończył pracę na stanowisku ministra.
W latach 2000–2006 ponownie kierował katedrą inżynierii mechanicznej na Uniwersytecie Kłajpedzkim, pozostał na tej uczelni jako wykładowca. Od 2003 do 2007 był radnym Kłajpedy. Ponownie wybierany do rady miejskiej w 2015 i 2019.